# 拉彭克拉姆峰

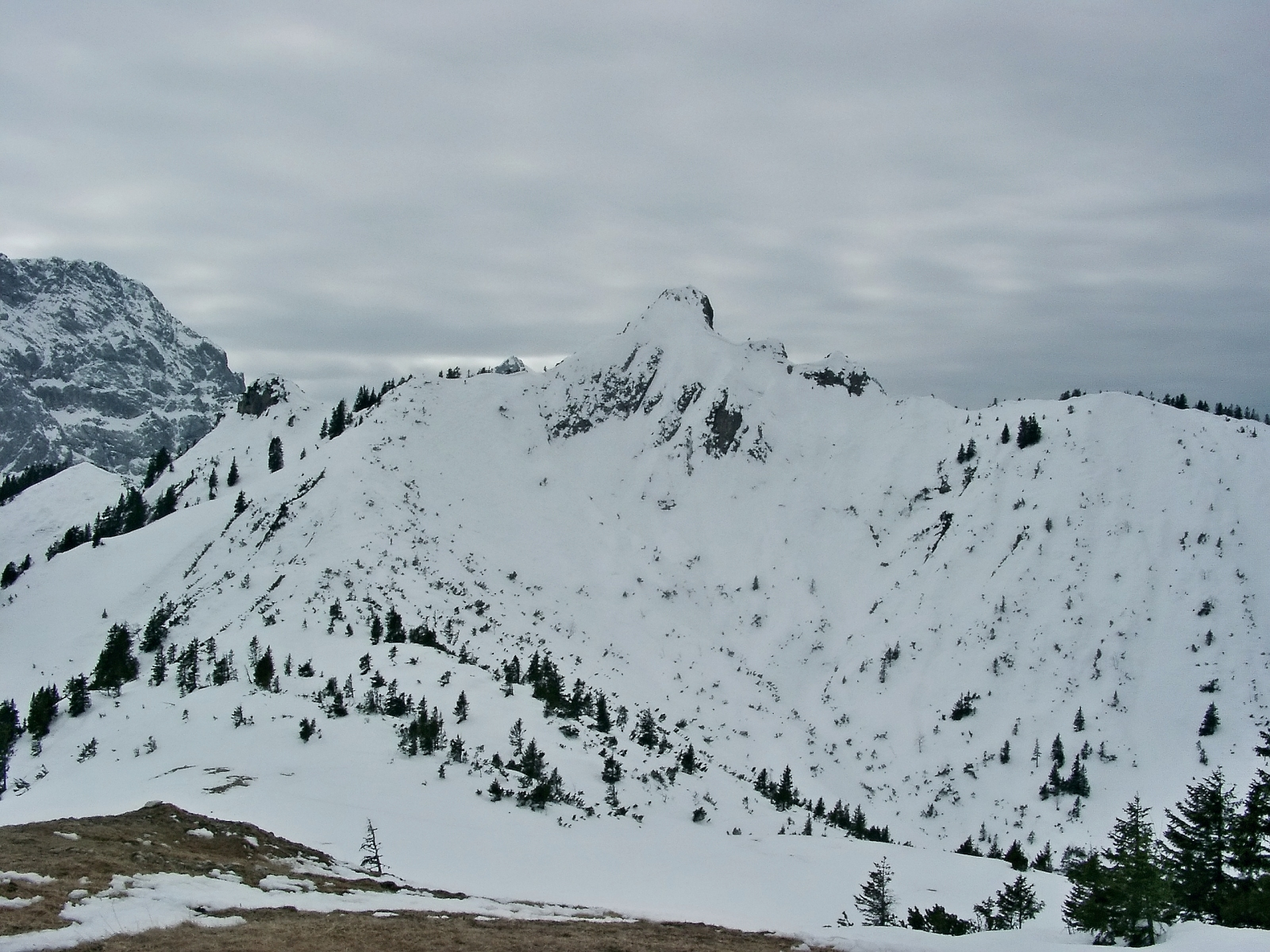

47°28′09″N 11°24′28″E / 47.46913°N 11.40783°E
拉彭克拉姆峰（德語：Rappenklammspitze），是奧地利的山峰，位於該國西部，由蒂羅爾州負責管轄，屬於卡爾文德爾山脈的一部分，該山峰海拔高度為1,835米。